# جامعه وعاظ ولایی
جامعه وعاظ ولایی با حمایت اسفندیار رحیم مشایی از «جامعه وعاظ» منشعب شده دبیری آن را عباس امیری‌فر بر عهده دارد.
ابراهیم بهاری که خبرگزاری مهر وی را از اعضای فعال «جامعه وعاظ ولایی کشور» معرفی می‌کند، به تشریح دلایل این انشعاب پرداخت.
وی می‌گوید که «برخی برخوردها و اظهارنظرها موجب انشعاب جامعه وعاظ به دو بخش جامعه وعاظ تهران و جامعه وعاظ ولایی کشور شده‌است و جامعه وعاظ ولایی کشور به همراه ۲۰۰ تا ۲۵۰ نفر اعلام موجودیت کرده‌اند».
بهاری تصریح می‌کند: «بعد از جریان انتخابات ریاست جمهوری جامعه وعاظ با چالشی جدی مواجه شد. دبیر شورا به یکی از کاندیداهای اصلاح طلبان گرایش پیدا کرد و هر چند که پس از اغتشاشات از این جریان فاصله گرفت اما دیگر به جامعه وعاظ مراجعه نکرد و جلسات جامعه وعاظ نیز به حالت تعلیق درآمد.»
این عضو جامعه وعاظ ولایی به ریشه اختلافات میان شجونی و امیری‌فر اشاره می‌کند: «شجونی انگ حمایت از آقای مشایی را به بخشی از جامعه وعاظ زدند.» بهاری می‌گوید، همین موضوع موجب بروز انشعاب شد.
پیش از این اتفاقات، امیری‌فر از اسفندیار رحیم مشایی برای شرکت در جلسهٔ هفتگی جامعه وعاظ دعوت کرده بود تا به برخی سوالات اعضای این تشکل در مورد رفتار و سخنانش پاسخ بدهد.
جلسه‌ای که با وجود اعلام رضایت برخی، مشخص شد بسیار پرتنش بوده و بسیاری از اعضای این تشکل را راضی نکرده‌است.
بهاری در تشریح دیدگاه جامعه وعاظ ولایی کشور می‌گوید: «ما به‌طور حتم از دولت و احمدی‌نژاد حمایت می‌کنیم. سئوالات و ابهاماتی هم در مورد مشایی داریم که در جلسات مختلف از وی پرسیده شده‌است.»
جعفر شجونی دبیرکل جامعه اسلامی وعاظ تهران در گفتگو با خبرگزاری مهر مدعی شد: «اعضای شورای مرکزی این تشکل تصمیم به عزل امیری‌فر دبیر اجرایی گرفتند و در پی این اقدام، تعدادی جوان طلبه انشعابی به نام جامعه وعاظ ولایی کشور تشکیل دادند.»
وی دلایل عزل امیری‌فر را گرفتن کمک‌های دولتی و غیردولتی که منابع آنها مشخص نبود اعلام می‌کند و می‌افزاید: «این رفتارها روحانیت را گدا معرفی می‌کرد. هر مهمانی را که به جلسه جامعه وعاظ دعوت می‌کردند به آنان می‌گفتند برای روحانیت هدیه بیاورید.»
شجونی با اشاره به اینکه این رفتار به معنی تحقیر روحانیت بود تصریح می‌کند: «مثلاً در جلسه چند وقت گذشته که یک رئیس آموزش و پرورش را دعوت کرده بودیم وی با خودش ۲۰۰ چادر برای خانم‌های آقایان هدیه آورده‌بود.»
دبیرکل جامعه اسلامی وعاظ تهران ادامه می‌دهد: «به این دلایل دبیر اجرایی این تشکل را برکنار کردیم و این موجب شده تا از روی جوانی اقداماتی علیه ما همچون انشعاب تشکل انجام شود.»
در واکنش به انشعاب صورت گرفته در تشکل «جامعه وعاظ» و تأسیس «جامعه وعاظ ولایی» توسط حامیان دولت، سخنگوی جامعه روحانیت مبارز خاطرنشان کرد «این تشکل، جامعه وعاظ ولایی را مرتبط با جامعه روحانیت نمی‌شناسد.»
احمد سالک در گفتگو با ایسنا، با بیان اینکه «جامعه وعاظ تهران با سابقه طولانی که دارد، زیرمجموعه جامعه روحانیت است و سالیان سال است که فعالیت می‌کند»، تصریح کرد «اخیراً جریانی به نام جامعه وعاظ ولایی کشور به وجود آمده‌است که آن را مرتبط با جامعه روحانیت نمی‌شناسیم و فقط جامعه وعاظ تهران زیر مجموعه جامعه روحانیت است.»
نمایندگان مجلس در کمیسیون ماده ۱۰ احزاب از بررسی درخواست جامعه وعاظ ولایی برای دریافت مجوز فعالیت از این کمیسیون خبر داده و گفتند که کمیسیون با این درخواست موافقت نکرده‌است.
حمیدرضا فولادگر نماینده مردم اصفهان در مجلس و نماینده قوه مقننه در کمیسیون ماده ۱۰ احزاب در گفتگو با خبرنگار پارلمانی خبرگزاری فارس، با اشاره به جلسه روز گذشته این کمیسیون، گفت: در این جلسه درخواست جامعه وعاظ ولایی برای دریافت مجوز از کمیسیون مورد بررسی قرار گرفت.
وی با بیان اینکه بررسی‌های لازم از سوی کمیسیون ماده ۱۰ احزاب برای جامعه وعاظ ولایی صورت گرفته‌است، تصریح کرد: اعضای کمیسیون ماده ۱۰ احزاب به اتفاق آرای بر عدم صلاحیت این تشکل برای فعالیت سیاسی تأکید کرده و با ارائه مجوز به آن مخالفت کردند.
عباس امیری فر دبیرکل این تشکل در اردیبهشت ۱۳۹۰ بازداشت شد.
فولادگر گفت: بنابراین فعالیت جامعه وعاظ ولایی از نظر کمیسیون ماده ۱۰ جزء احزاب غیرقانونی خواهد بود.
حمیدرضا فولادگر نماینده اصفهان در مصاحبه ای گفت جامعه وعاظ ولایی زیرمجموعه جبهه عدالت و رفاه است.
اسدالله بادامچیان نماینده مجلس در کمیسیون ماده ۱۰ احزاب، به خبرنگار پارلمانی خبرگزاری فارس، گفت: کمیسیون ماده ۱۰ احزاب فعالیت این تشکل را غیرقانونی دانسته‌است.